# Axonopus furcatus
Axonopus furcatus är en gräsart som först beskrevs av Johannes Flüggé, och fick sitt nu gällande namn av Albert Spear Hitchcock. Axonopus furcatus ingår i släktet Axonopus och familjen gräs. Inga underarter finns listade i Catalogue of Life.